# Polystichum pseudolanceolatum
Polystichum pseudolanceolatum är en träjonväxtart som beskrevs av Ren-Chang Ching och P. S. Wang. Polystichum pseudolanceolatum ingår i släktet Polystichum och familjen Dryopteridaceae. Inga underarter finns listade.